# Rocks’n’Diamonds
Rocks'n'Diamonds – gra logiczno-zręcznościowa, oparta na czterech grach: Boulder Dash, Emerald Mine, Sokoban i Supaplex. Autorem gry jest Niemiec Holger Schemel, który rozpoczął nad nią pracę w 1995 roku. Do gry dołączony został edytor, dzięki któremu gracz może budować własne poziomy. Rocks'n'Diamonds posiada także opcje tworzenia własnych elementów, zmiany wyglądu głównego menu gry oraz muzyki.

## Zasady gry

### Boulder Dash
W grze steruje się żółtym bohaterem, którego zadaniem jest zebranie określonej liczby diamentów i dojście do wyjścia. Gracz musi przy tym uważać na spadające skały, przeciwników oraz pułapki. W grze można napotkać pomarańczowo-czerwone (poruszające się przeciwnie do ruchu wskazówek zegara) oraz fioletowo-czerwone motyle (poruszające się zgodnie z ruchem wskazówek zegara). Jeśli gracz upuści dowolny spadający element na te pierwsze, dostanie w zamian diamenty, które przybliżą go do ukończenia poziomu. Kontakt z przeciwnikiem powoduje śmierć bohatera. W grze pojawia się także ameba, która może zablokować drogę do wyjścia. W przypadku zablokowania ameby (tak aby nie mogła już nigdzie rosnąć) wszystkie pola przez nią zajęte zamieniają się w diamenty.

### Emerald Mine
Choć oryginalna wersja gry Emerald Mine umożliwia rozgrywkę dla 2 osób, autorzy gry Rocks'n'Diamonds postanowili zwiększyć tę liczbę do 4. Każdy z bohaterów, którymi sterują gracze, ma inny kolor ubrania: żółty, czerwony, niebieski lub zielony. Celem gracza jest uzbieranie odpowiedniej ilości klejnotów oraz dojście do wyjścia. Są dwa rodzaje klejnotów: szmaragd i diament (warty 3 szmaragdy). Przeciwnicy są porównywalni do tych z Boulder Dasha – fioletowo-czerwonego motyla zastępuje tutaj statek kosmiczny, natomiast pomarańczowo-czerwonego – niebieski robak. Po upuszczeniu spadającego elementu na robaka gracz dostaje 8 szmaragdów i 1 diament. W przypadku diamentu nie można upuścić na niego skały, gdyż zniszczy ona klejnot. Dodatkowymi przeciwnikami w grze są Yam-Yam (pomarańczowe, kuliste stworki, podobne do Pac-mana) oraz zielony robot, podążający za graczem. Yam-Yam zatrzymuje się, gdy spotka jakąś przeszkodę, a następnie losowo wybiera kierunek dalszej drogi. Zielony robot natomiast, porusza się w stronę ludzika sterowanego przez gracza, niezależnie od tego, czy ten znajduje się w polu widzenia, czy też nie. Wystarczy jednak dotknąć pomarańczowego koła, aby zaczęło się kręcić, a roboty zaczną chodzić za nim (do czasu, aż przestanie się kręcić). Kolejnym nowym elementem są kolorowe drzwi, przez które można przejść tylko wtedy, gdy kontrolowana postać posiada klucz danego koloru.

### Sokoban
Zadaniem gracza jest przemieszczenie żarówek do pól z prądem, aby zaczęły świecić. Gdy wszystkie żarówki znajdą się na takim polu, następuje przejście do następnego poziomu. Nie można przesuwać więcej niż jednej żarówki naraz.

### Supaplex
W tej grze gracz kontroluje małą, czerwoną, kulistą postać o imieniu Murphy. Głównym zadaniem jest zebranie określonej liczby infotronów i przedostanie się do żółtego znaku oznaczającego wyjście. Przeciwnicy w grze to chodzące nożyczki i niebieski elektron. Gdy bohater upuści skałę na elektron, otrzyma w zamian 9 infotronów. Nowością w grze Supaplex jest grawitacja, która działa na kontrolowaną postać (od początku gry lub gdy przejdzie ona przez rurę z działaniem grawitacyjnym). Wtedy może ona wejść wyżej, tylko jeśli wyżej znajduje się element, który Murphy potrafi zebrać lub na który może wejść. Kolejnym elementem jest naelektryzowane podłoże. Wejście na nie, kiedy jest pod napięciem, powoduje śmierć bohatera. Obiektami, na które można natknąć się w grze, są też 3 kolorowe dyskietki: pomarańczowa – można ją pchać, ale kiedy spadnie, eksploduje; czerwona – nie działa na nią grawitacja i można ją zebrać, a później podłożyć w dowolnym miejscu, po podłożeniu, po krótkim czasie eksploduje; oraz żółta – Murphy potrafi ją pchać i nie działa na nią grawitacja, eksploduje, gdy bohater dotknie terminala (komputera).

## Obiekty w grze
Rocks'n'Diamonds zawiera wszystkie elementy z wyżej wymienionych gier, a dodatkowo, obiekty pochodzące z gier, które są podobne do Rocks'n'Diamonds, jak Diamond Caves II czy DX Boulderdash (DX-Digg), a nie są już rozwijane.

## Wsparcie
Najnowsza wersja gry wspiera wszystkie poziomy z gier Diamond Caves II, Emerald Mine, Sokoban i Supaplex. Oznacza to, że za pomocą Rocks'n'Diamonds można zagrać w plansze, które zostały pierwotnie stworzone dla wyżej wymienionych tytułów.